# Lijst van burgemeesters van Hollands Kroon
Dit is een lijst van burgemeesters van de Nederlandse gemeente Hollands Kroon die op 1 januari 2012 ontstond bij de fusie van de gemeenten Anna Paulowna, Niedorp, Wieringen en Wieringermeer.
| Ambtsperiode                        | Naam burgemeester | Partij of stroming | Bijzonderheden                  |
| ----------------------------------- | ----------------- | ------------------ | ------------------------------- |
| 2012                                | Theo van Eijk     | CDA                | waarnemend                      |
| 1 september 2012 - 11 februari 2019 | Jaap Nawijn       | VVD                | sinds september 2018 waarnemend |
| 12 februari 2019 - heden            | Rian van Dam      | PvdA               | [ 2 ]                           |